# Viey
Viey est une commune française située dans le sud du département des Hautes-Pyrénées, en région Occitanie.
Sur le plan historique et culturel, la commune est dans la province du Lavedan, partie sud-occidentale de la Bigorre et constituée d'un ensemble de sept vallées en amont de la ville de Lourdes. Exposée à un climat de montagne, elle est drainée par le Bastan et par divers autres petits cours d'eau. Incluse dans le Parc national des Pyrénées, la commune possède un patrimoine naturel remarquable : un site Natura 2000 (le « lac Bleu Léviste ») et deux zones naturelles d'intérêt écologique, faunistique et floristique.
Viey est une commune rurale qui compte 19 habitants en 2022, après avoir connu un pic de population de 218 habitants en 1851. Elle est dans l'unité urbaine de Luz-Saint-Sauveur. Ses habitants sont appelés les Vieysains ou  Vieysaines.

## Géographie

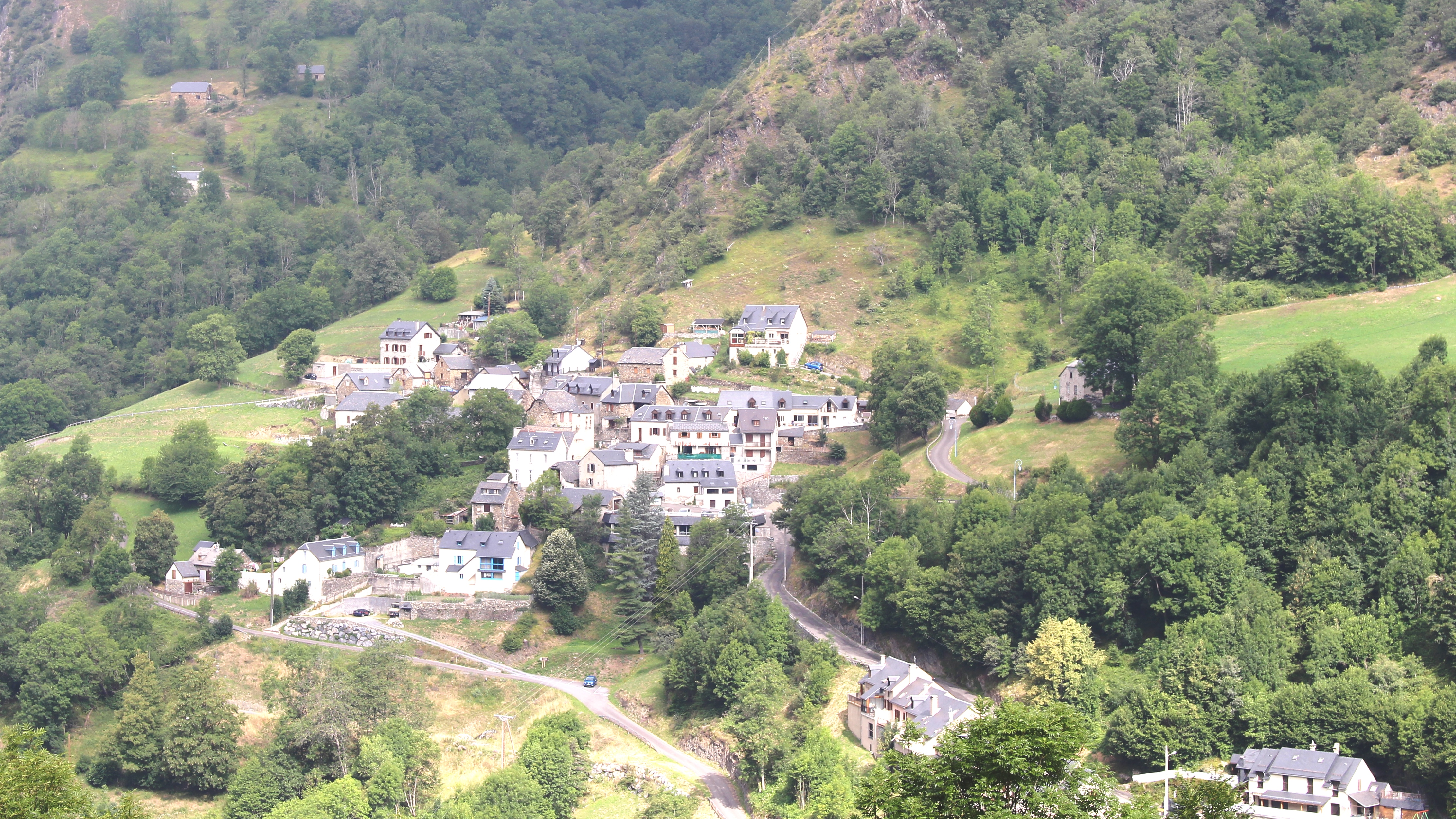
Vue générale du village.

### Localisation
La commune de Viey se trouve dans le département des Hautes-Pyrénées, en région Occitanie.
Elle se situe à 39 km à vol d'oiseau de Tarbes, préfecture du département, et à 17 km d'Argelès-Gazost, sous-préfecture.
Les communes les plus proches sont : 
Betpouey (0,8 km), Viella (1,0 km), Sers (1,3 km), Esterre (1,6 km), Esquièze-Sère (2,2 km), Luz-Saint-Sauveur (2,4 km), Vizos (3,1 km), Sassis (3,3 km).
Sur le plan historique et culturel, Viey fait partie de la province historique du Lavedan, partie sud-occidentale de la Bigorre et constitué d'un ensemble de sept vallées en amont de la ville de Lourdes. Historiquement, elle  fait partie de la province de Gascogne, et plus particulièrement du comté de Bigorre. La commune est dans le pays Toy, qui s'étend sur 43 302 hectares des gorges de Pierrefitte au col du Tourmalet et au cirque de Gavarnie,.
Viey est limitrophe de sept autres communes dont Villelongue au nord-ouest par un simple quadripoint, à la Soum de Coume de Port.

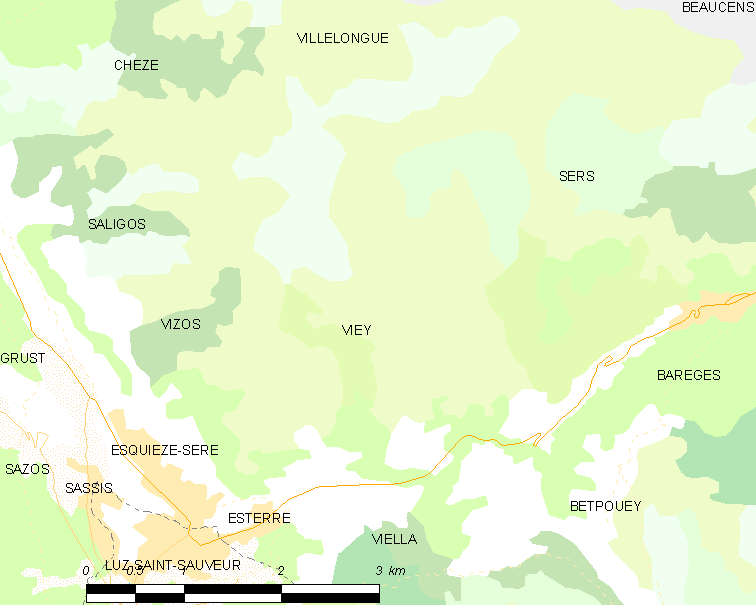
Carte de la commune de Viey et des proches communes.

| Chèze   | Villelongue (par un quadripoint) |          |
| Saligos | Viey                             | Sers     |
| Esterre | Viella                           | Betpouey |

### Hydrographie
La commune est dans le bassin de l'Adour, au sein du bassin hydrographique Adour-Garonne. Elle est drainée par le Bastan, l'Escalère, Les Hourquettes, le Trabesse et par divers petits cours d'eau, constituant un réseau hydrographique de 12 km de longueur totale,.
Le Bastan, d'une longueur totale de 12,9 km, prend sa source dans la commune de Sers et s'écoule vers le sud puis se réoriente vers le sud-ouest. Il traverse la commune et se jette dans le gave de Pau à Sassis.

### Climat
Le climat qui caractérise la commune est qualifié, en 2010, de « climat de montagne », selon la typologie des climats de la France qui compte alors huit grands types de climats en métropole. En 2020, la commune ressort du même type de climat dans la classification établie par Météo-France, qui ne compte désormais, en première approche, que cinq grands types de climats en métropole. Pour ce type de climat, la température décroît rapidement en fonction de l'altitude. On observe une nébulosité minimale en hiver et maximale en été. Les vents et les précipitations varient notablement selon le lieu.
Les paramètres climatiques qui ont permis d’établir la typologie de 2010 comportent six variables pour les températures et huit pour les précipitations, dont les valeurs correspondent à la normale 1971-2000. Les sept principales variables caractérisant la commune sont présentées dans l'encadré ci-après.
| Paramètres climatiques communaux sur la période 1971-2000 - Moyenne annuelle de température : 9,3 °C - Nombre de jours avec une température inférieure à −5 °C : 6 j - Nombre de jours avec une température supérieure à 30 °C : 2,4 j - Amplitude thermique annuelle : 13,8 °C - Cumuls annuels de précipitation : 1 344 mm - Nombre de jours de précipitation en janvier : 10,8 j - Nombre de jours de précipitation en juillet : 9 j |

Avec le changement climatique, ces variables ont évolué. Une étude réalisée en 2014 par la Direction générale de l'Énergie et du Climat complétée par des études régionales prévoit en effet que la  température moyenne devrait croître et la pluviométrie moyenne baisser, avec toutefois de fortes variations régionales. Ces changements peuvent être constatés sur la station météorologique de Météo-France la plus proche, « Barèges Ville », sur la commune de Barèges, mise en service en 1944 et qui se trouve à 4 km à vol d'oiseau,, où la température moyenne annuelle est de 8,9 °C et la hauteur de précipitations de 1 235,3 mm pour la période 1981-2010.
Sur la station météorologique historique la plus proche, « Tarbes-Lourdes-Pyrénées », sur la commune d'Ossun, mise en service en 1946 et à 34 km, la température moyenne annuelle évolue de 12,2 °C pour la période 1971-2000, à 12,6 °C pour 1981-2010, puis à 12,9 °C pour 1991-2020.

### Milieux naturels et biodiversité

#### Espaces protégés
La protection réglementaire est le mode d’intervention le plus fort pour préserver des espaces naturels remarquables et leur biodiversité associée,.
Dans ce cadre, la commune fait partie de l'aire d'adhésion du Parc National des Pyrénées. Ce  parc national, créé en 1967, abrite une faune riche et spécifique particulièrement intéressante : importantes populations d’isards, colonies de marmottes réimplantées avec succès, grands rapaces tels le Gypaète barbu, le Vautour fauve, le Percnoptère d’Égypte ou l’Aigle royal, le Grand tétras et le discret Desman des Pyrénées qui constitue l’exemple type de ce précieux patrimoine confié au Parc national et aussi l'Ours des Pyrénées,,.

#### Réseau Natura 2000

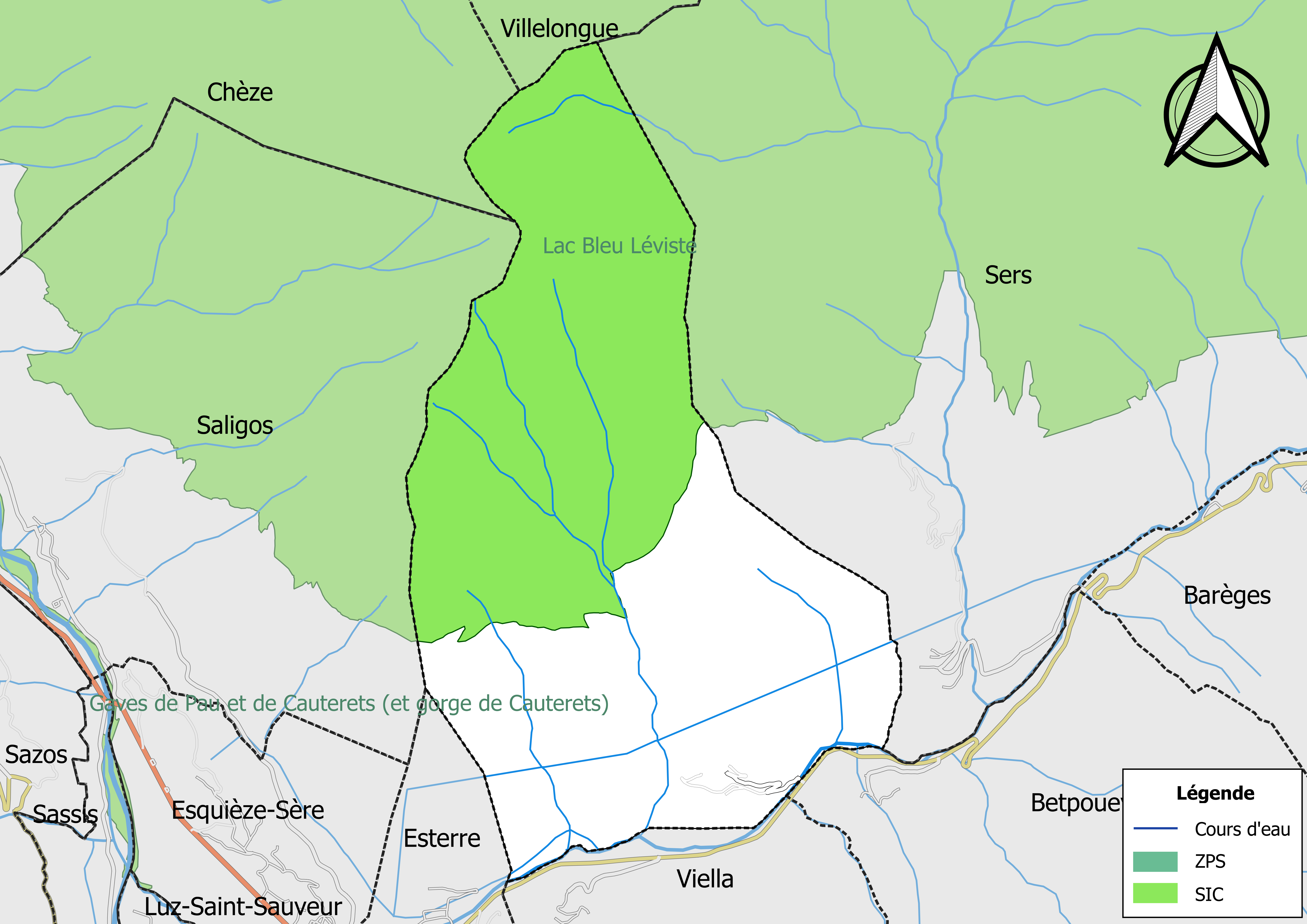
Site Natura 2000 sur le territoire communal.

Le réseau Natura 2000 est un réseau écologique européen de sites naturels d'intérêt écologique élaboré à partir des directives habitats et oiseaux, constitué de zones spéciales de conservation (ZSC) et de zones de protection spéciale (ZPS).
Un site Natura 2000 a été défini sur la commune au titre de la directive habitats : le « lac Bleu Léviste », d'une superficie de 6 942 ha, présente une végétation caractéristique de la haute montagne pyrénéenne sur schistes et calcaires.

#### Zones naturelles d'intérêt écologique, faunistique et floristique
L’inventaire des zones naturelles d'intérêt écologique, faunistique et floristique (ZNIEFF) a pour objectif de réaliser une couverture des zones les plus intéressantes sur le plan écologique, essentiellement dans la perspective d’améliorer la connaissance du patrimoine naturel national et de fournir aux différents décideurs un outil d’aide à la prise en compte de l’environnement dans l’aménagement du territoire.
Une ZNIEFF de type 1 est recensée sur la commune :
le « versant sud du Soum d´Arrouy, du Gave au pic de Barbe » (4 507 ha), couvrant 9 communes du département et une ZNIEFF de type 2, : 
les « vallées de Barèges et de Luz » (22 843 ha), couvrant 24 communes du département.

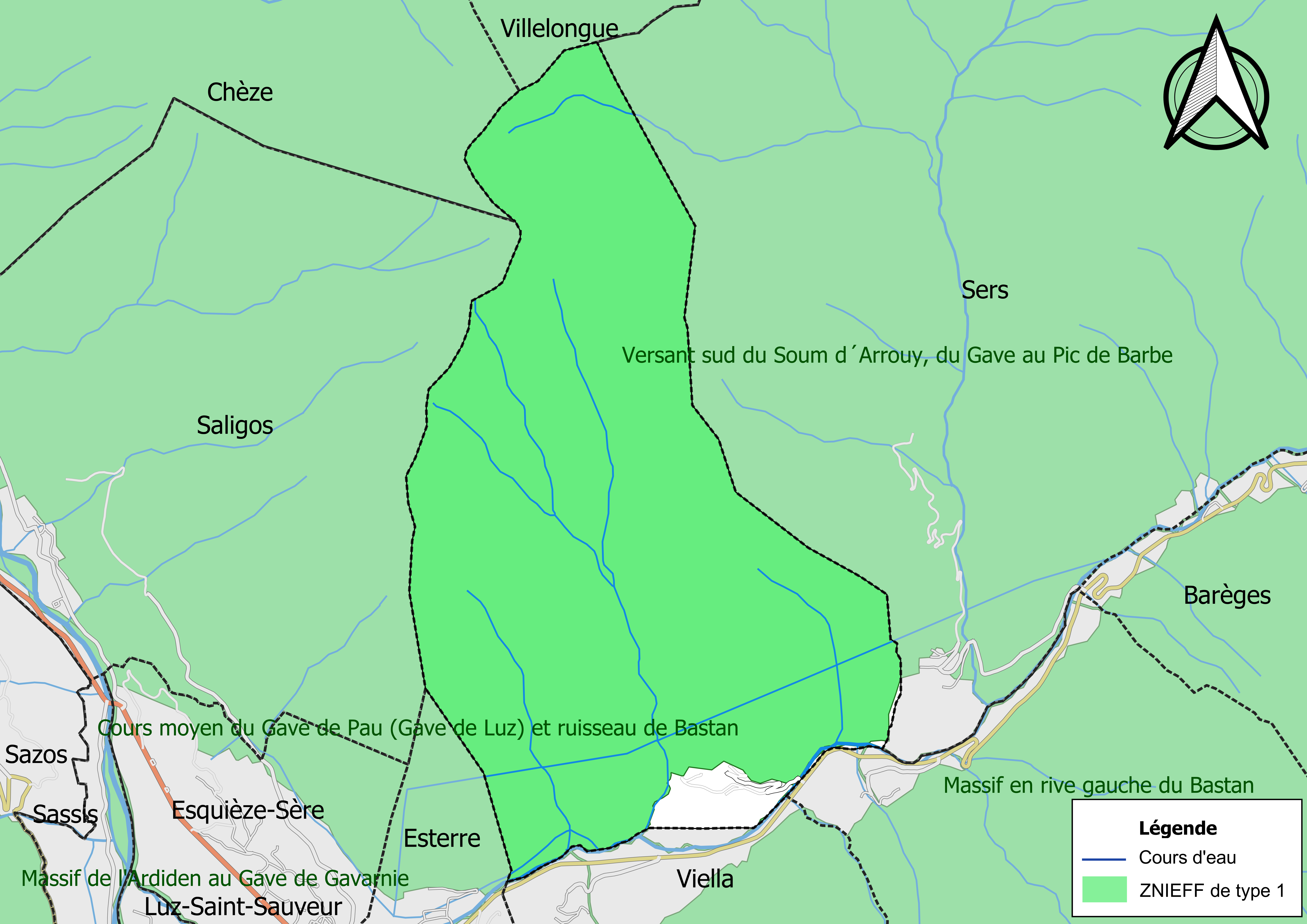
Carte de la ZNIEFF de type 1 sur la commune.
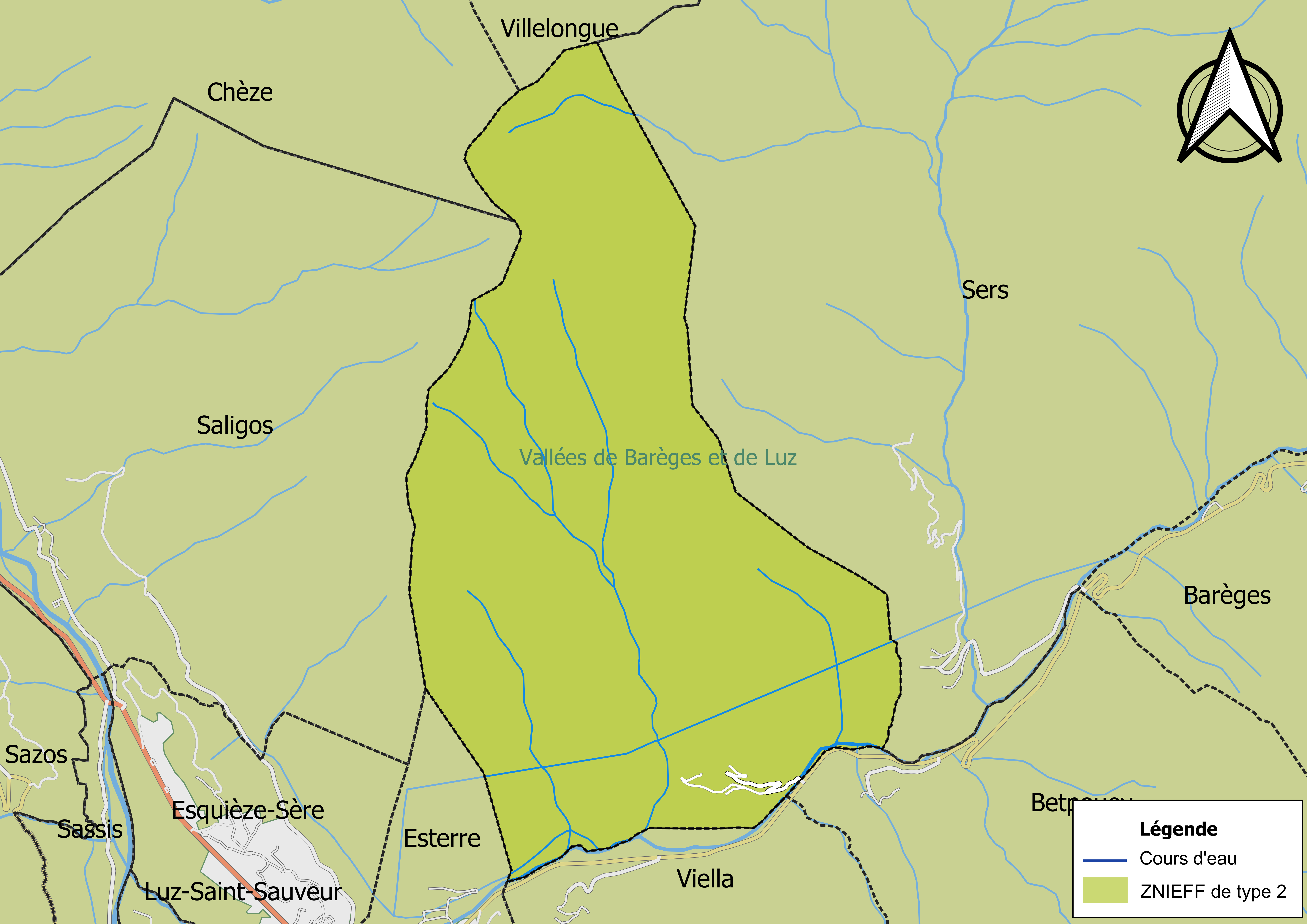
Carte de la ZNIEFF de type 2 sur la commune.

## Urbanisme

### Typologie
Au 1er janvier 2024, Viey est catégorisée commune rurale à habitat très dispersé, selon la nouvelle grille communale de densité à sept niveaux définie par l'Insee en 2022.
Elle appartient à l'unité urbaine de Luz-Saint-Sauveur, une agglomération intra-départementale regroupant douze  communes, dont elle est une commune de la banlieue,,. La commune est en outre hors attraction des villes,.

### Occupation des sols
L'occupation des sols de la commune, telle qu'elle ressort de la base de données européenne d’occupation biophysique des sols Corine Land Cover (CLC), est marquée par l'importance des forêts et milieux semi-naturels (91,2 % en 2018), une proportion identique à celle de 1990 (91,2 %). La répartition détaillée en 2018 est la suivante : 
milieux à végétation arbustive et/ou herbacée (62,1 %), forêts (17,7 %), espaces ouverts, sans ou avec peu de végétation (11,4 %), prairies (8,8 %).
L'IGN met par ailleurs à disposition un outil en ligne permettant de comparer l’évolution dans le temps de l’occupation des sols de la commune (ou de territoires à des échelles différentes). Plusieurs époques sont accessibles sous forme de cartes ou photos aériennes : la carte de Cassini (XVIIIe siècle), la carte d'état-major (1820-1866) et la période actuelle (1950 à aujourd'hui).

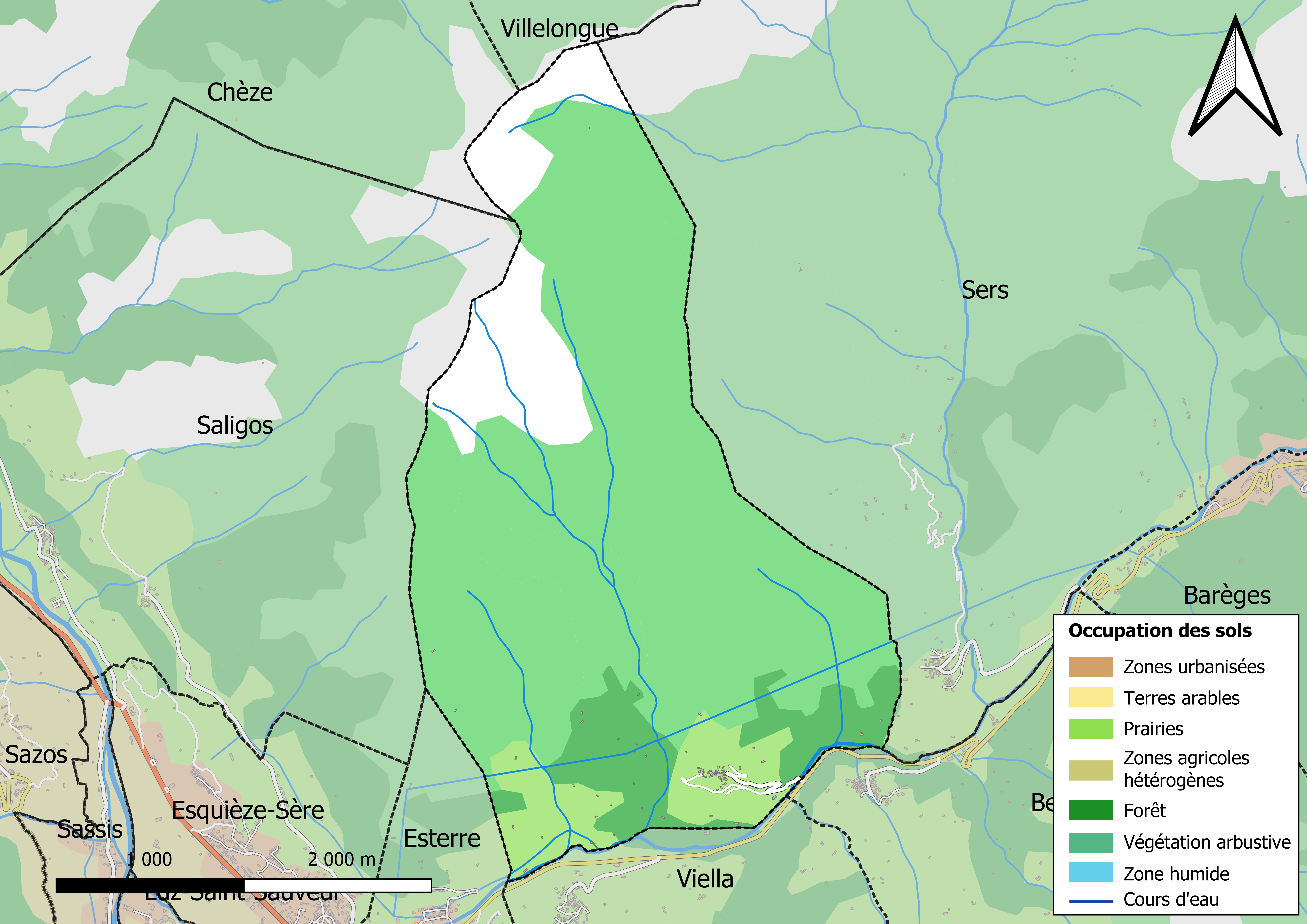
Carte des infrastructures et de l'occupation des sols en 2018 (CLC) de la commune.
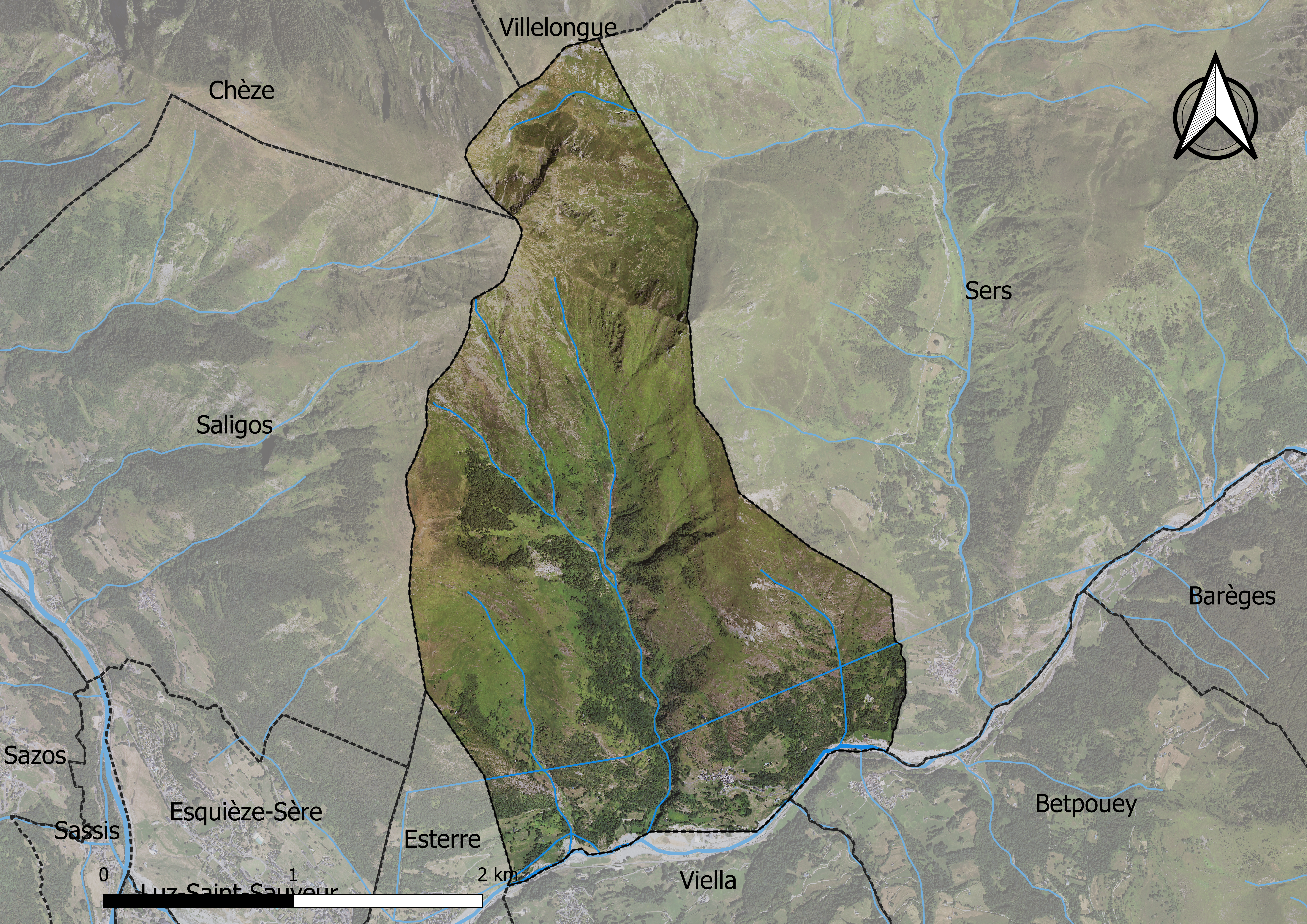
Carte orthophotogrammétrique de la commune.

### Logement
En 2012, le nombre total de logements dans la commune est de 54.

Parmi ces logements, 22,1 % sont des résidences principales, 74,2 % des résidences secondaires et 3,6 % des logements vacants.

### Voies de communication et transports
Cette commune est desservie par la route départementale D 918 et par la route départementale D 140.

### Risques majeurs
Le territoire de la commune de Viey est vulnérable à différents aléas naturels : météorologiques (tempête, orage, neige, grand froid, canicule ou sécheresse), inondations, feux de forêts, mouvements de terrains, avalanche  et séisme (sismicité moyenne). Il est également exposé à un risque particulier : le risque de radon. Un site publié par le BRGM permet d'évaluer simplement et rapidement les risques d'un bien localisé soit par son adresse soit par le numéro de sa parcelle.

#### Risques naturels
Certaines parties du territoire communal sont susceptibles d’être affectées par le risque d’inondation par débordement de cours d'eau, notamment le Bastan. La cartographie des zones inondables en ex-Midi-Pyrénées réalisée dans le cadre du XIe Contrat de plan État-région, visant à informer les citoyens et les décideurs sur le risque d’inondation, est accessible sur le site de la DREAL Occitanie. La commune a été reconnue en état de catastrophe naturelle au titre des dommages causés par les inondations et coulées de boue survenues en 1982, 1999, 2009 et 2013,.
Viey est exposée au risque de feu de forêt. Un plan départemental de protection des forêts contre les incendies a été approuvé par arrêté préfectoral le 21 avril 2020 pour la période 2020-2029. Le précédent couvrait la période 2007-2017. L’emploi du feu est régi par deux types de réglementations. D’abord le code forestier et l’arrêté préfectoral du 27 octobre 2014, qui réglementent l’emploi du feu à moins de 200 m des espaces naturels combustibles sur l’ensemble du département. Ensuite celle établie dans le cadre de la lutte contre la pollution de l’air, qui interdit le brûlage des déchets verts des particuliers. L’écobuage est quant à lui réglementé dans le cadre de commissions locales d’écobuage (CLE)

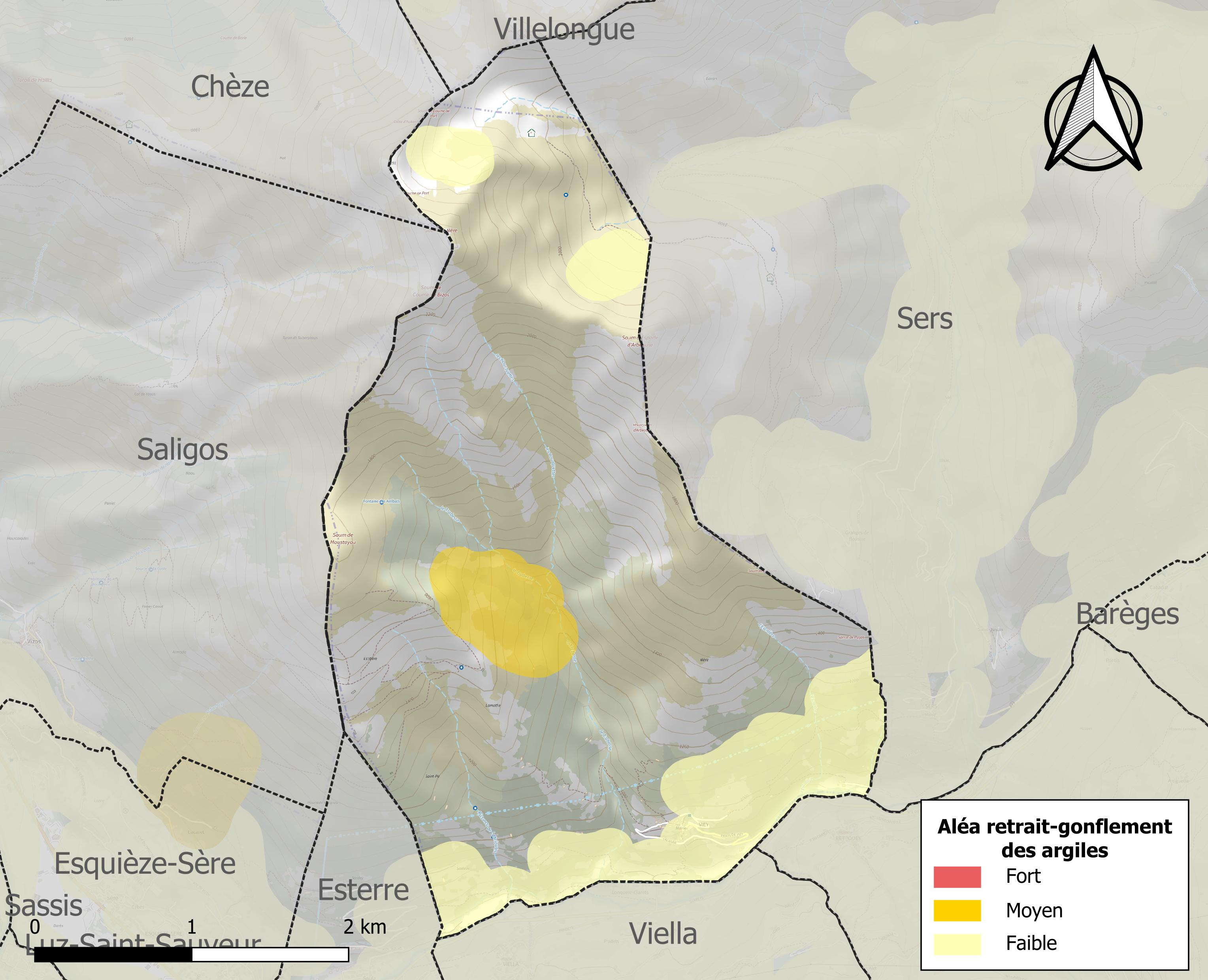
Carte des zones d'aléa retrait-gonflement des sols argileux de Viey.

Les mouvements de terrains susceptibles de se produire sur la commune sont des mouvements de sols liés à la présence d'argile et des tassements différentiels.
Le retrait-gonflement des sols argileux est susceptible d'engendrer des dommages importants aux bâtiments en cas d’alternance de périodes de sécheresse et de pluie. 5 % de la superficie communale est en aléa moyen ou fort (44,5 % au niveau départemental et 48,5 % au niveau national). Sur les 28 bâtiments dénombrés sur la commune en 2019, 0 sont en aléa moyen ou fort, soit 0 %, à comparer aux 75 % au niveau départemental et 54 % au niveau national. Une cartographie de l'exposition du territoire national au retrait gonflement des sols argileux est disponible sur le site du BRGM,.
Par ailleurs, afin de mieux appréhender le risque d’affaissement de terrain, l'inventaire national des cavités souterraines permet de localiser celles situées sur la commune.
Concernant les mouvements de terrains, la commune a été reconnue en état de catastrophe naturelle au titre des dommages causés par des mouvements de terrain en 1999 et 2013.
La commune est exposée aux risques d'avalanche. Les habitants exposés à ce risque doivent se renseigner, en mairie, de l’existence d’un plan de prévention des risques avalanches (PPRA). Le cas échéant, identifier les mesures applicables à l'habitation, identifier, au sein de l'habitation, la pièce avec la façade la moins exposée à l’aléa pouvant faire office, au besoin, de zone de confinement et équiper cette pièce avec un kit de situation d’urgence,.

#### Risque particulier
Dans plusieurs parties du territoire national, le radon, accumulé dans certains logements ou autres locaux, peut constituer une source significative d’exposition de la population aux rayonnements ionisants. Certaines communes du département sont concernées par le risque radon à un niveau plus ou moins élevé. Selon la classification de 2018, la commune de Viey est classée en zone 2, à savoir zone à potentiel radon faible mais sur lesquelles des facteurs géologiques particuliers peuvent faciliter le transfert du radon vers les bâtiments.

## Toponymie

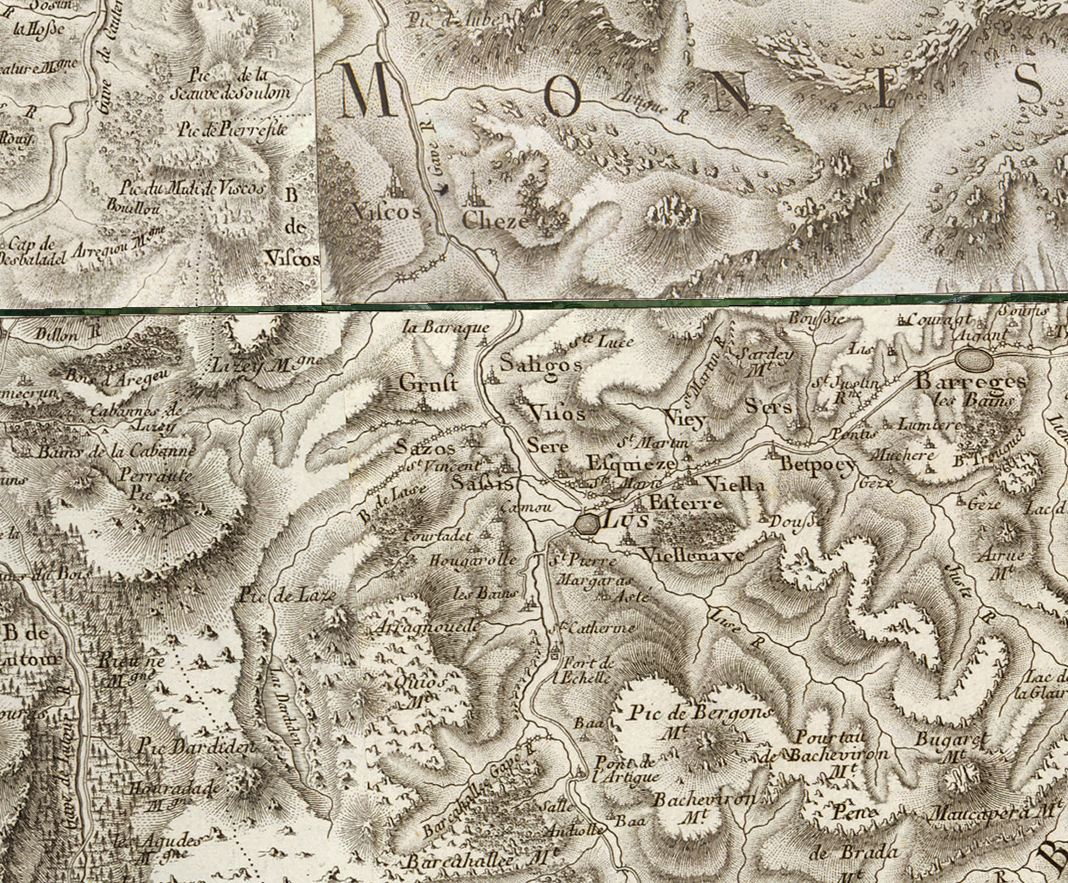
Extrait de la carte de Cassini (entre 1756 et 1789) situant Viey à l'est de Luz-Saint-Sauveur.

On trouvera les principales informations dans le Dictionnaire toponymique des communes des Hautes-Pyrénées de Michel Grosclaude et Jean-François Le Nail qui rapporte les dénominations historiques du village :
Dénominations historiques :
- De Biey, Biei (XIIe siècle, cartulaire de Bigorre) ;
- Biei (1285, montre Bigorre) ;
- De Biey (1313, Debita regi Navarre ; 1342, pouillé de Tarbes) ;
- Viey (1379, procuration Tarbes) ;
- Biey  (1429, censier de Bigorre) ;
- Viey (1614, Guillaume Mauran) ;
- Viey en Barège, Viey (1736-1785, registres paroissiaux).

Nom occitan : Biei.

## Histoire

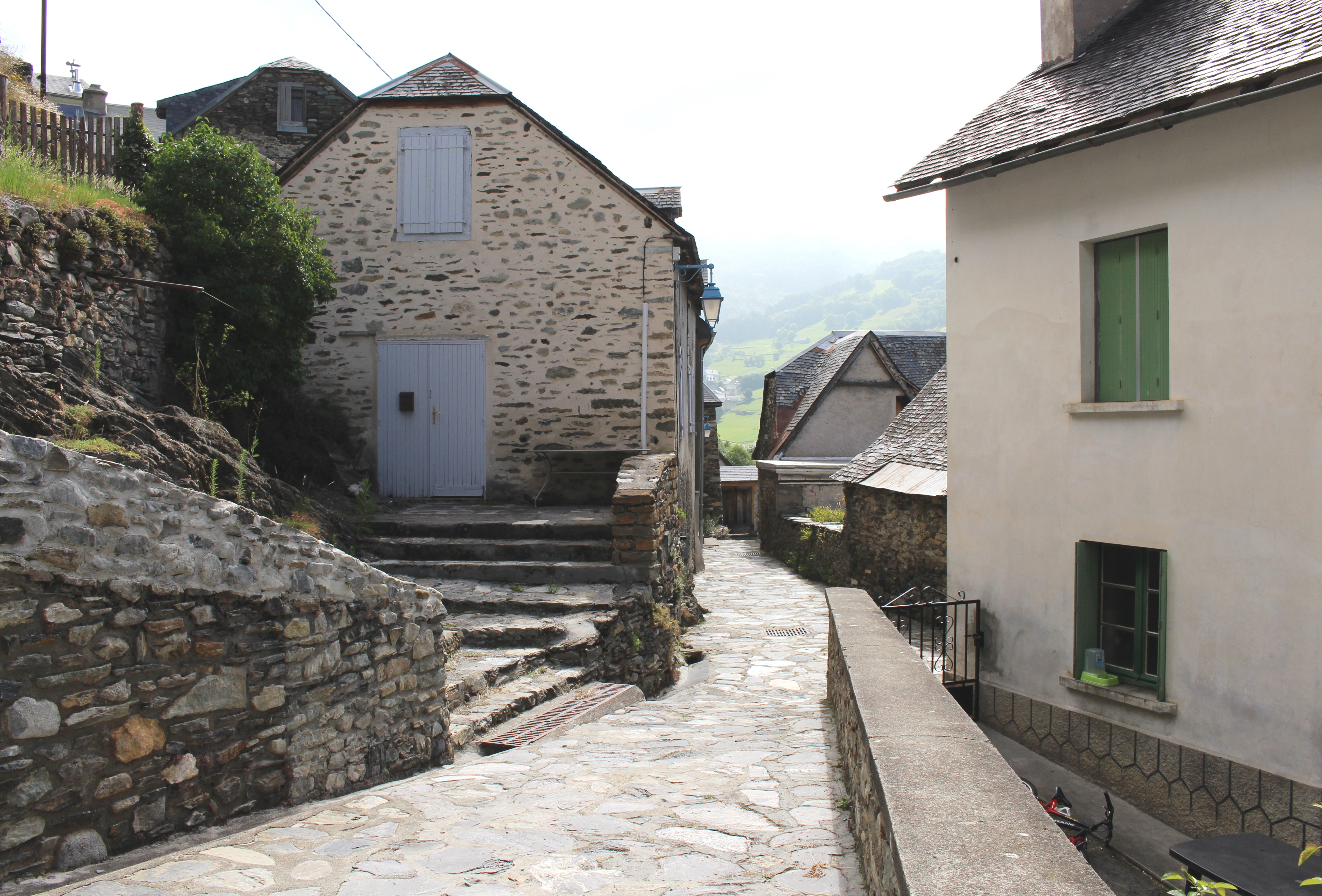
Rue du village.

### Cadastre napoléonien de Viey
Le plan cadastral napoléonien de Viey est consultable sur le site des archives départementales des Hautes-Pyrénées.

## Politique et administration

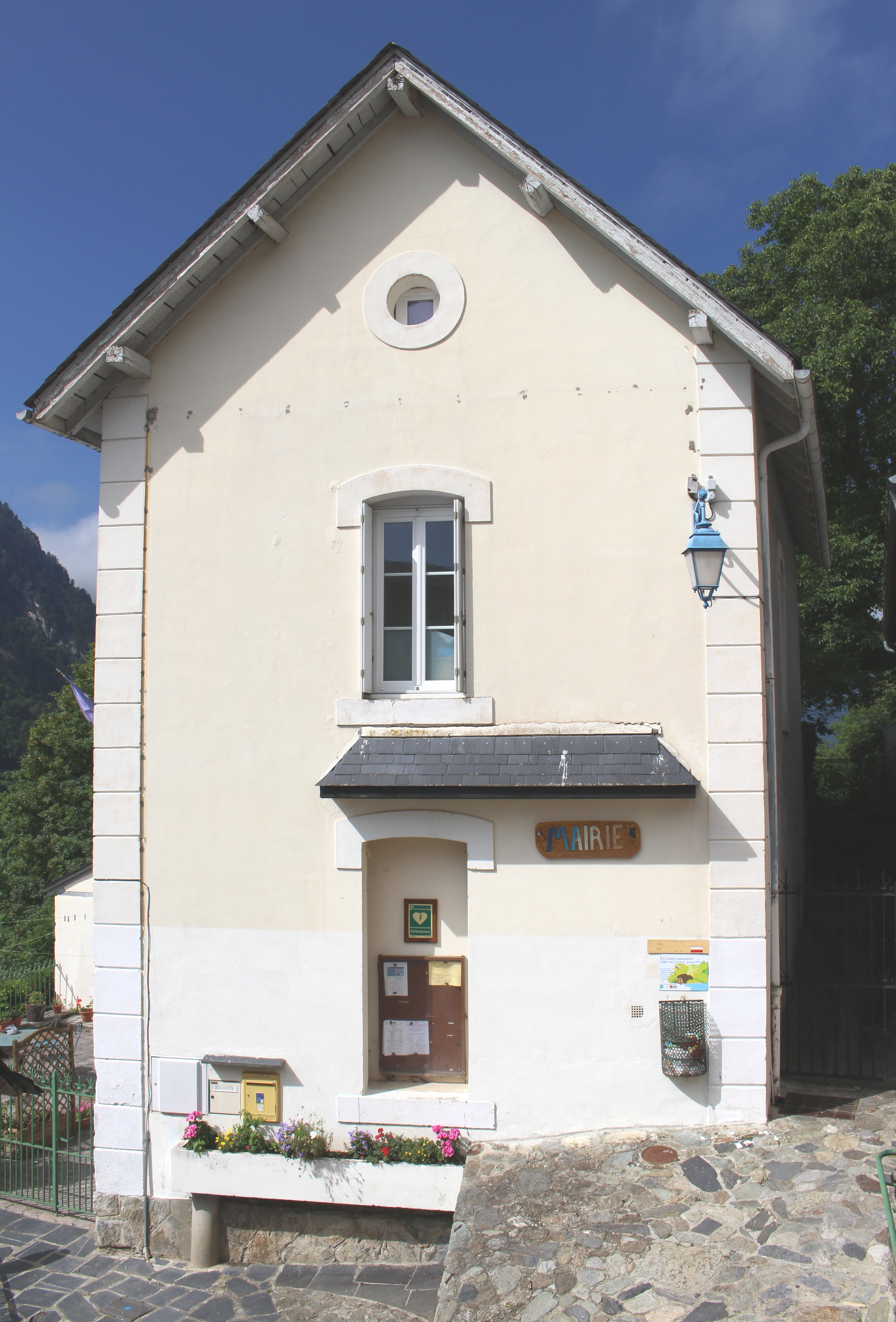
La mairie en 2016.

### Liste des maires
| Période                                  | Période  | Identité         | Étiquette | Qualité |
| ---------------------------------------- | -------- | ---------------- | --------- | ------- |
| Les données manquantes sont à compléter. |          |                  |           |         |
|                                          |          |                  |           |         |
| mars 2001                                | En cours | Jean-Pierre Prat |           |         |

### Rattachements administratifs et électoraux

#### Historique administratif
Pays et sénéchaussée de Bigorre, Lavedan, Vallée de Barèges, canton de Luz (depuis 1790). Dans la première répartition de 1790, la commune porte le nom de Viey et Saint-Martin, rappelant par là le souvenir de la communauté de Saint-Martin qui, après la destruction de son village par une avalanche en 1600, conserva longtemps une existence administrative avant de se fondre dans la communauté de Viey au cours du XVIIIe siècle.

#### Intercommunalité
Viey appartient à la communauté de communes Pyrénées Vallées des Gaves créée en janvier 2017 et qui réunit 46 communes.

## Population et société

### Démographie

#### Évolution démographique
L'évolution du nombre d'habitants est connue à travers les recensements de la population effectués dans la commune depuis 1793. Pour les communes de moins de 10 000 habitants, une enquête de recensement portant sur toute la population est réalisée tous les cinq ans, les populations de référence des années intermédiaires étant quant à elles estimées par interpolation ou extrapolation. Pour la commune, le premier recensement exhaustif entrant dans le cadre du nouveau dispositif a été réalisé en 2005.

En 2022, la commune comptait 19 habitants, en évolution de −40,62 % par rapport à 2016 (Hautes-Pyrénées : +1,59 %, France hors Mayotte : +2,11 %).
| 1793 | 1800 | 1806 | 1821 | 1831 | 1836 | 1841 | 1846 | 1851 |
| ---- | ---- | ---- | ---- | ---- | ---- | ---- | ---- | ---- |
| 139  | 194  | 196  | 154  | 171  | 198  | 216  | 217  | 218  |

| 1856 | 1861 | 1866 | 1872 | 1876 | 1881 | 1886 | 1891 | 1896 |
| ---- | ---- | ---- | ---- | ---- | ---- | ---- | ---- | ---- |
| 215  | 198  | 199  | 180  | 164  | 170  | 162  | 147  | 144  |

| 1901 | 1906 | 1911 | 1921 | 1926 | 1931 | 1936 | 1946 | 1954 |
| ---- | ---- | ---- | ---- | ---- | ---- | ---- | ---- | ---- |
| 141  | 140  | 119  | 103  | 96   | 81   | 83   | 69   | 56   |

| 1962 | 1968 | 1975 | 1982 | 1990 | 1999 | 2005 | 2006 | 2010 |
| ---- | ---- | ---- | ---- | ---- | ---- | ---- | ---- | ---- |
| 62   | 46   | 44   | 38   | 34   | 33   | 32   | 31   | 26   |

| 2015 | 2020 | 2022 | - | - | - | - | - | - |
| ---- | ---- | ---- | - | - | - | - | - | - |
| 32   | 21   | 19   | - | - | - | - | - | - |

### Enseignement
La commune dépend de l'académie de Toulouse. Elle ne dispose plus d'école en 2016.

## Économie

### Emploi
|                | 2008  | 2013  | 2018  |
| -------------- | ----- | ----- | ----- |
| Commune        | 0 %   | 4,2 % | 20 %  |
| Département    | 7,7 % | 9,4 % | 9,8 % |
| France entière | 8,3 % | 10 %  | 10 %  |

En 2018, la population âgée de 15 à 64 ans s'élève à 20 personnes, parmi lesquelles on compte 73,3 % d'actifs (53,3 % ayant un emploi et 20 % de chômeurs) et 26,7 % d'inactifs,. En  2018, le taux de chômage communal (au sens du recensement) des 15-64 ans est supérieur à celui du département et de la France, alors qu'en 2008 la situation était inverse.
La commune est hors attraction des villes,. Elle compte 1 emplois en 2018, contre 9 en 2013 et 5 en 2008. Le nombre d'actifs ayant un emploi résidant dans la commune est de 12, soit un indicateur de concentration d'emploi de 11,1 % et un taux d'activité parmi les 15 ans ou plus de 57,1 %.
Sur ces 12 actifs de 15 ans ou plus ayant un emploi, 1 travaillent dans la commune, soit 11 % des habitants. Pour se rendre au travail, 88,9 % des habitants utilisent un véhicule personnel ou de fonction à quatre roues et 11,1 % s'y rendent en deux-roues, à vélo ou à pied.

## Voir aussi

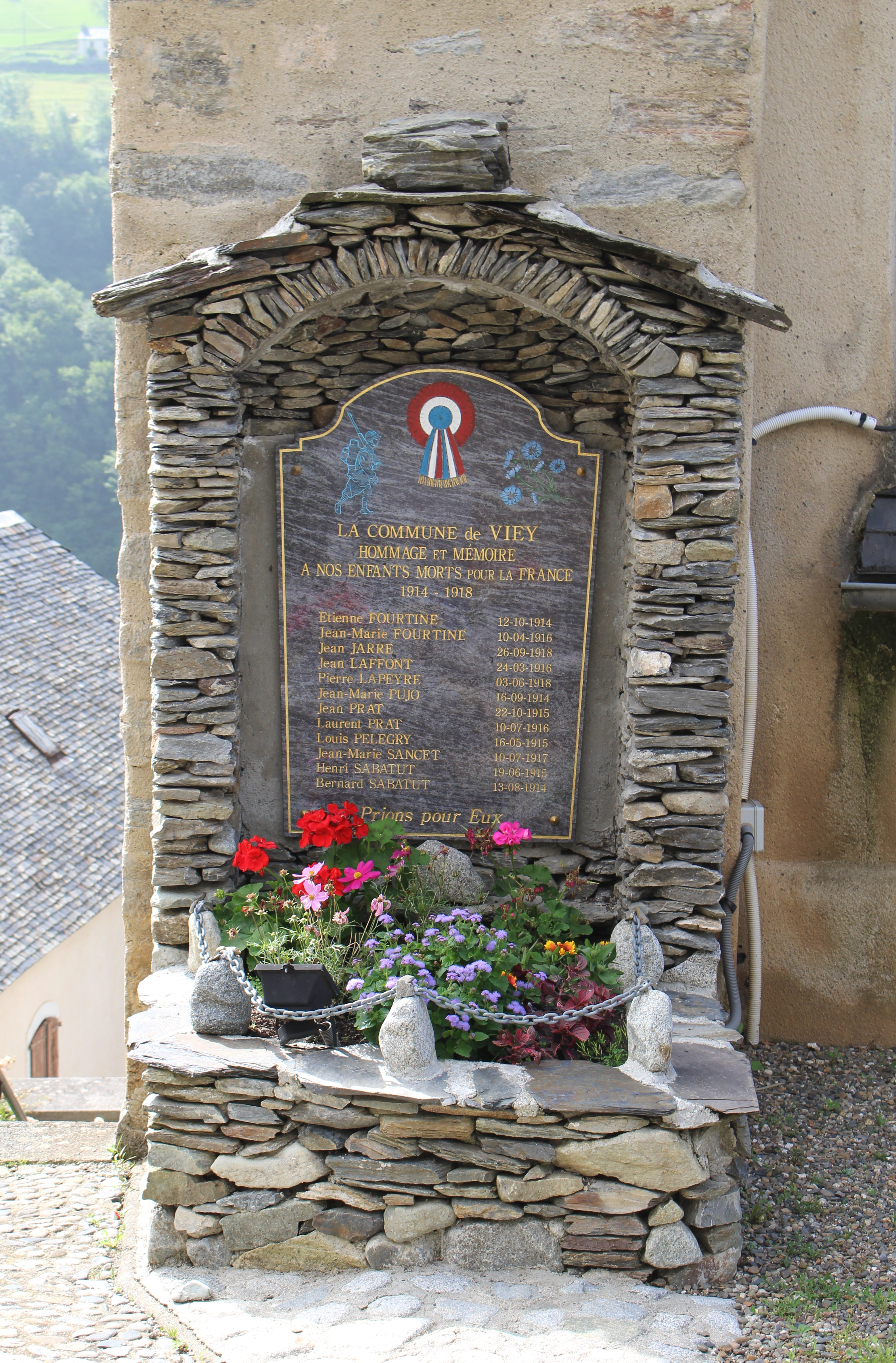
Le monument aux morts municipal.

## Culture locale et patrimoine

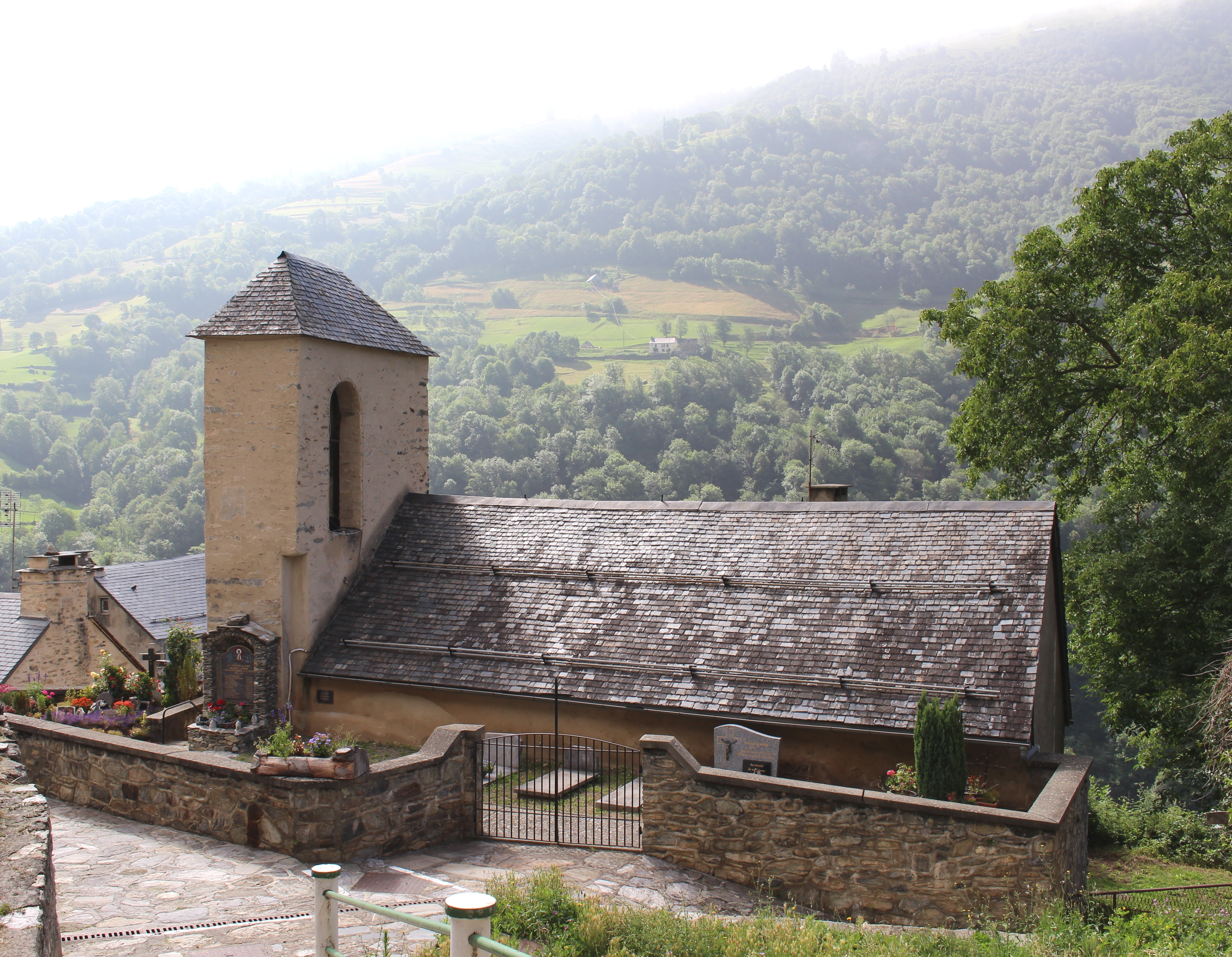
L'église Saint-Sylvestre en 2016.

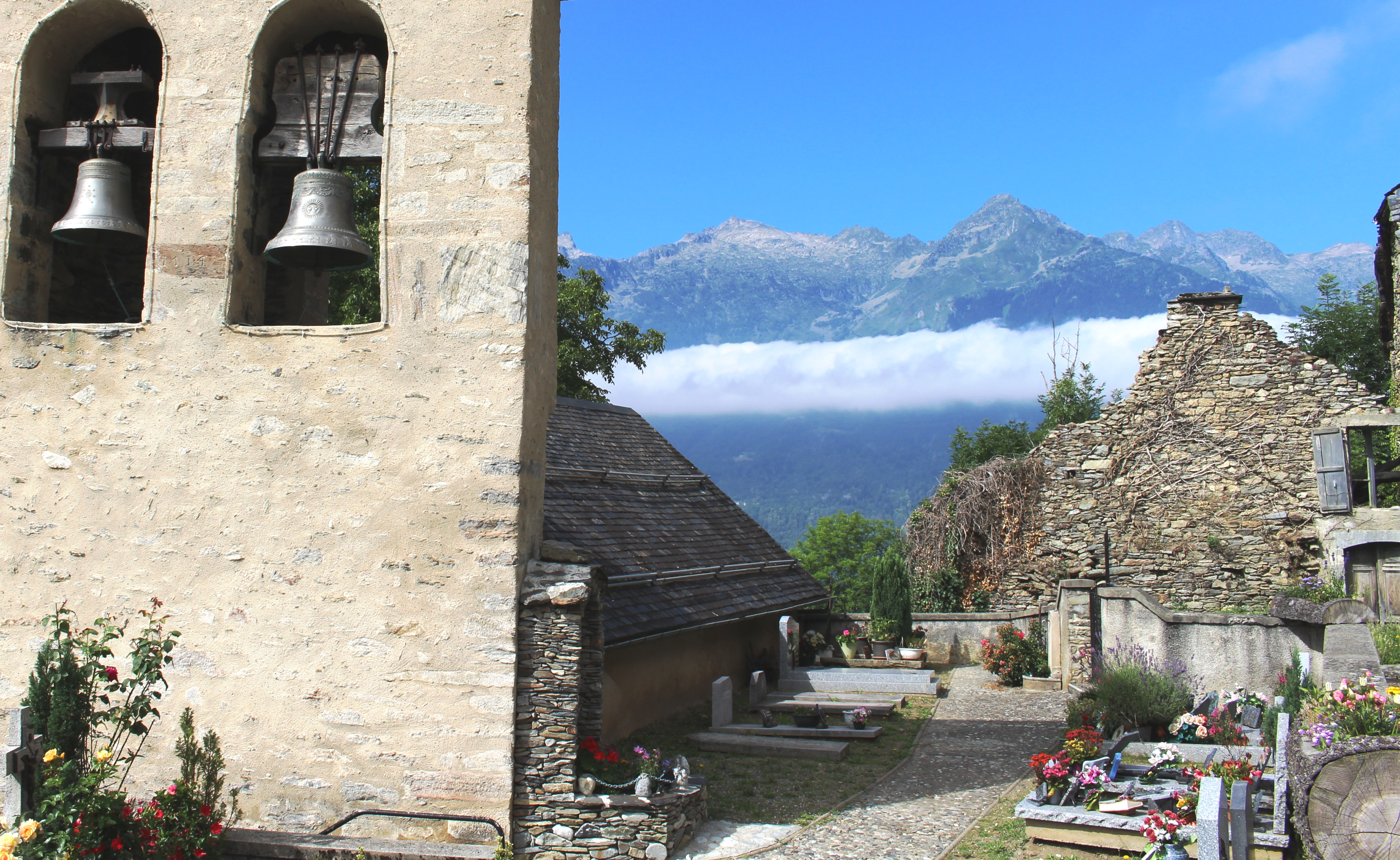
Le cimetière.

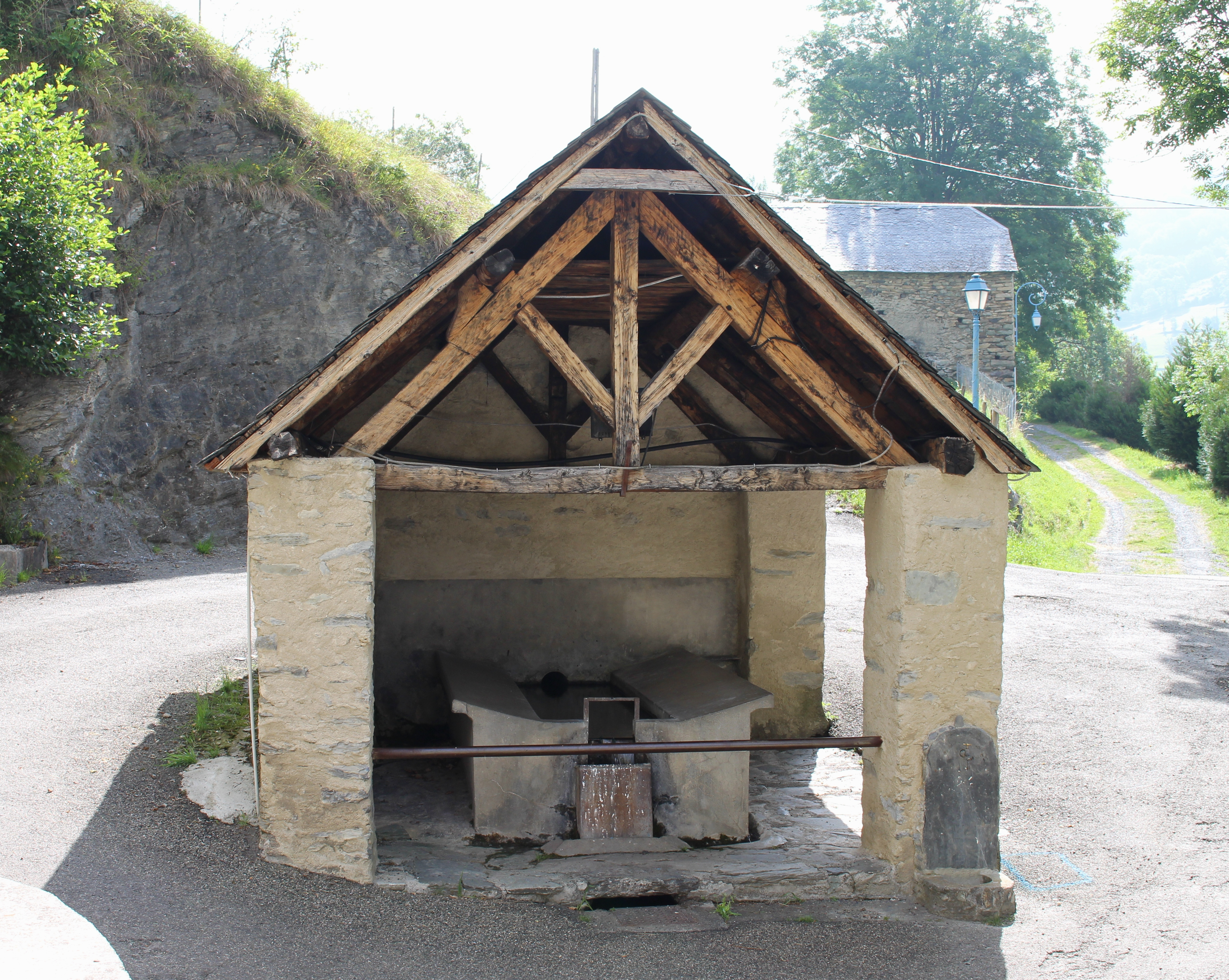
Le lavoir en 2016.

### Lieux et monuments
- Église Saint-Sylvestre de Viey.
- Lavoir.

### Héraldique
| Blason | Blasonnement : D'azur à la brebis d'argent paissant sur un tertre de sinople ; au chef d'or chargé de trois violettes au naturel. |